# Third Eye (film)
Third Eye è un film del 2014 diretto da Aloy Adlawan.

## Trama
Mylene, una docile e indifesa bambina, vede l'omicidio dei suoi genitori e di una sua vicina da parte del marito di quest'ultima. Lei è l'unica a sopravvivere, ma questo le dà la possibilità di vedere fantasmi di persone morte. Sua Nonna le dice che è in possesso del Terzo Occhio, ma che glielo sigillerà. Tuttavia, quando, in futuro, accadranno cose orribile, il Terzo Occhio si riaprirà di nuovo.
Anni dopo – La Nonna di Maylene muore. Intanto la ragazza si è costruita una vita: ha una splendida casa, uno splendido lavoro e un marito, Jimmy. Il suo unico problema è che non può avere figli. Un giorno, vede il marito con un'altra donna, dando inizio ai suoi sospetti. Ad alimentarli ci sono chiamate e messaggi, ma la prova definitiva gliela dà Ryzza, la sua migliore amica, che le confessa di aver visto il marito con una donna. Maylene ha un litigio con Jimmy e decide di seguirlo.
I sospetti di Maylene erano fondati: Jimmy ha effettivamente un'amante. La donna non può credere che tutto quello che hanno passato sia stato dimenticato da un momento all'altro. Tuttavia, ci sarà qualcos'altro a preoccupare Maylene. Il tradimento ha risvegliato il Terzo Occhio. Per via di un incidente, Jimmy e la sua amante, Janet sono costretti a passare per un villaggio, ma una donna aggredisce i due, rapendoli. Maylene non sa che cosa sta succedendo e incomincia a scappare, vedendo lo spirito di un uomo che sta sempre a fianco alla donna del villaggio. La posseditrice del Terzo Occhio scopre che il villaggio dove sono capitati è formato da indigeni pronti a sacrificare Janet e il bambino per resuscitare uno di loro (che è appunto l'uomo che vede la ragazza).
Maylene riesce a liberare Jimmy e il ragazzo, non solo confessa del suo tradimento, ma rivela che il figlio di Janet è il suo. I due tornano indietro e, dopo una lunga battaglia con gli indigeni, liberano la donna incinta. Jimmy muore per le ferite ricevute, chiedendo scusa alle due ragazze per le sue azioni riprovevoli. Maylene incolpa l'amante del marito per quello che sta succedendo, ma la loro lite dovrà attendere, visto che lo spirito dell'uomo è tornato in vita, pronte ad uccidere Janet per completare la resurrezione. Janet partorisce con l'aiuto di Maylene, ma una volta nato il bambino, la ragazza dà il bambino alla moglie del suo amante, sacrificandosi successivamente per lasciarli fuggire.
Maylene e il bambino riescono a scappare, dopo una lotta con un indigeno, e ad avvertire la polizia, che non trova alcuna traccia dei residenti del villaggio, che sono partiti verso una meta lontana, continuando a mietere vittime per resuscitare i componenti morti. Maylene tiene con sé il bambino, amandolo come ha amato Jimmy. Intanto appare lo spirito della donna che ha tentato di uccidere sia Jimmy che Janet, ma Maylene fa svanire il suo spirito, dimostrando che ha imparato ad usare il Terzo Occhio.